# コンマ・ヨハンネウム
コンマ・ヨハンネウム（Comma Johanneum）は「ヨハネ句」という意味で、新約聖書の『ヨハネの手紙一』の5章7節から8節にかつて見られた一節のこと。すなわち「天において証言する者は父・みことば・聖霊の三つであり、これら三つは一つです」という部分である。これは聖書本文にもともとあったものでなく、後代の挿入と考えられているが、長らく聖書における三位一体論の根拠とみなされてきた。
この挿入句は、古代教会において三位一体論が確立していく過程で、教父たちの解説句が聖書本文に紛れ込んだものであると考えられている。この言葉が初めてラテン語聖書にあらわれるのはようやく4世紀に入ってからである。以降、ヴルガータの普及とともにこの句が入った形で受け入れられていたが、近世に入ってギリシア語原文の研究が進むと、この部分がギリシア語聖書には見当たらないことが知られるようになった。
デジデリウス・エラスムスが自ら校訂した新約聖書のためにギリシア語版をまとめた際、当初は「ギリシア語写本にはみられない」としてこの語句を入れていなかった。エラスムスは批判者に対し、自分が発見したギリシャ語写本にはこの章句は見当たらないが、もしギリシャ語写本に一つでもあれば将来の版に追記すると述べたと伝えられている。その後、そのような写本が一つ（モンフォルティアヌス写本、『小文字写本61』とも）発見されると、エラスムスは批判版ギリシア語新約聖書の第三版（1522年）以降に「疑問がある」という注をつけながらも採用した。注釈の中でその箇所の真正性に疑問を呈し、写本は彼を論破するために特別に作成されたのではないかという疑念を表明する長い脚注を加えた。（現代では「モンフォルティアヌス写本」（小文字写本61）は16世紀以前にはさかのぼらないものであることが明らかになっている。）
しかし、エラスムスの校訂したギリシア語聖書は『テクストゥス・レセプトゥス』としてさまざまな言語に翻訳される際の元本になった。ジェームズ1世の欽定訳聖書の元となったウィリアム・ティンダルの英語聖書も『テクストゥス・レセプトゥス』をもとにしていたため、この章句が以降の多くに英語訳聖書に引き継がれることになった。
『テクストゥス・レセプトゥス』の権威とともに定着したコンマ・ヨハンネウムが再び聖書本文から取り除かれることになるのは、19世紀になって批判的聖書研究が盛んになってからのことである。